# Nuevo Juan del Grijalva
Nuevo Juan del Grijalva es una comunidad muy cercana a la cabecera municipal de Ostuacán. Nuevo Juan de Grijalva es una Ciudad Rural Sustentable, una nueva urbanización de localidades agronómicas, es la primera que es construida y planeada en Chiapas y en México.

## Urbanismo
La comunidad tiene el propósito albergar a las poblaciones en alto riesgo como lo fue la población Juan del Grijalva y todas aquellas comunidades aledañas de la zona con algún grado de susceptibilidad; como consecuencia de los deslaves ocasionados por las lluvias en Chiapas y Tabasco en noviembre de 2007.